# Шејди Холоу (Тексас)
Шејди Холоу (енгл. Shady Hollow) насељено је место без административног статуса у америчкој савезној држави Тексас.

## Демографија
По попису из 2010. године број становника је 5.004, што је 136 (-2,6%) становника мање него 2000. године.
| Група             | 2000.         | 2010.         |
| Белци             | 4.142 (80,6%) | 3.889 (77,7%) |
| Афроамериканци    | 134 (2,6%)    | 120 (2,4%)    |
| Азијати           | 137 (2,7%)    | 132 (2,6%)    |
| Хиспаноамериканци | 664 (12,9%)   | 774 (15,5%)   |
| Укупно            | 5.140         | 5.004         |